# 에바 코파치
에바 코파치(폴란드어: Ewa Bożena Kopacz, 문화어: 에바 꼬빠츠, 1956년 12월 3일~)는 폴란드의 정치인이다. 2007년부터 2011년까지 보건부 장관을 역임했으며, 2011년부터 2014년까지 하원의장을 역임했다. 2014년부터 2015년까지 폴란드 최초의 여성 총리를 역임했다.

## 역대 선거 결과
| 선거명      | 직책명                         | 대수 | 정당      | 득표율 | 득표수    | 결과         | 당락                       |
| ----------- | ------------------------------ | ---- | --------- | ------ | --------- | ------------ | -------------------------- |
| 1998년 선거 | 하원의원 (마조프셰 제5선거구)  | 1대  | 자유연합  | 4.49%  | 8,011표   | 1위          | 마조프셰주 하원의원 당선   |
| 2001년 선거 | 하원의원 (라돔 제17선거구)     | 4대  | 시민 연단 | 3.11%  | 7,378표   | 비례대표 1번 | 라돔 하원의원 당선         |
| 2005년 선거 | 하원의원 (라돔 제17선거구)     | 5대  | 시민 연단 | 6.66%  | 14,982표  | 비례대표 1번 | 라돔 하원의원 당선         |
| 2007년 선거 | 하원의원 (라돔 제17선거구)     | 6대  | 시민 연단 | 13.74% | 39,155표  | 비례대표 1번 | 라돔 하원의원 당선         |
| 2011년 선거 | 하원의원 (라돔 제17선거구)     | 7대  | 시민 연단 | 16.07% | 41 554표  | 비례대표 1번 | 라돔 하원의원 당선         |
| 2015년 선거 | 하원의원 (바르샤바 제19선거구) | 8대  | 시민 연단 | 21.08% | 230,894표 | 비례대표 1번 | 바르샤바 하원의원 당선     |
| 2019년 선거 | 유럽의원 (비엘코폴스카 선거구) | 9대  | 유럽 연정 | 21.01% | 252,032표 | 비례대표 1번 | 비엘코폴스카 유럽의원 당선 |

## 같이 보기
- 폴란드의 정당